# 多爾夜神社
多爾夜神社（たにやじんじゃ）は、静岡県賀茂郡西伊豆町安良里（あらり）にある神社。伊豆国の式内社の1つである。

## 概要
創建不詳だが、式内社なので『延喜式神名帳』が作られた延長5年（927年）以前に遡る。
社名は「谷家」が語源とされ、同地区の山道を上がった先にある山神社が元宮とされる。
11月3日の例大祭では、同地区の出崎神社と共に、赤装束の子供たちによる猿舞（猿っ子踊り）が披露される。

## 祭神
- 積羽八重事代主命

## 境内
- 忠魂碑
- 忘れじの碑 - 元予科練生（海軍少年飛行兵）が、当時の住民の親切に感謝して1975年（昭和50年）に建立[5]。

## 猿舞（猿っ子踊り）
由来は諸説あるが、漁に関係した祈願が込められていることは共通している。演目は、
1. 立ち踊り
2. 扇踊り
3. 逆立ち踊り
4. 鯨突き踊り

の4つ。
元来は青年が1人で踊っていたが、地区の青年団が無くなって後、1980年（昭和55年）に踊りが復活してからは、小学生が集団で演じるようになった。